# Richard Krentzlin
Emil Heinrich Richard Krentzlin (27. november 1864 i Magdeburg - 27. november 1956 i Hessisch Oldendorf) var en tysk klaverpædagog, pianist, arrangør og komponist. Hans klaverskole Der junge Pianist udkom første gang i 1898 (under pseudonymet Bernhard Schumann) og er fortsat et standardværk i undervisningslitteraturen. Også hans hefter med lettilgængelige og let spilbare værker af Johann Strauss (Strauß für die Jugend) og andre opera- og operettekomponister m.fl. er stadig populære. I alt udgav han ca. 200 kompositioner, arrangementer og undervisningsværker.